# Tuntang (plaats)
Tuntang is een bestuurslaag in het regentschap Semarang van de provincie Midden-Java, Indonesië. Tuntang telt 5917 inwoners (volkstelling 2010).